# Academia Nacional de Belas Artes e Arquitectura

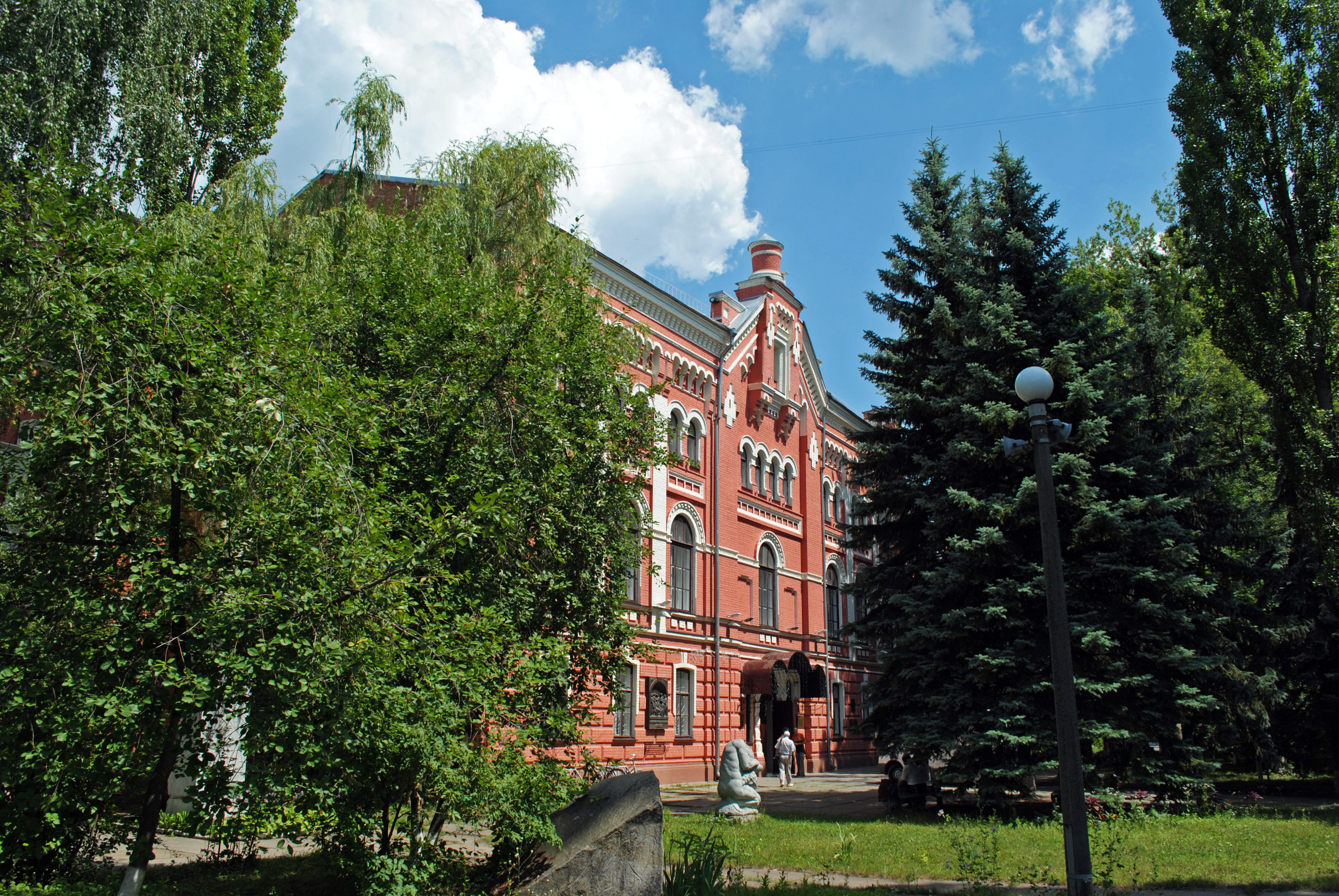
Edifício principal da academia, 2009

A Academia Nacional de Belas Artes e Arquitectura (em ucraniano:  Національна академія образотворчого мистецтва і архітектури) é uma faculdade de arte na capital ucraniana, Kiev. Não deve ser confundido com a Academia Nacional de Artes da Ucrânia. A academia é a única faculdade interdisciplinar de educação artística com foco académico na Ucrânia. Ela ensina arte, arquitectura, restauração de arte, história da arte e administração de arte.
O estatuto da academia é o de uma universidade nacional com acreditação de nível 5. Na academia de Wulyzja Voznesenskyj etc., número 20 em Kiev, mais de 1000 alunos estudam em 14 faculdades. Mais de 160 professores leccionam na universidade, incluindo 21 membros da academia e membros correspondentes da Academia Nacional de Artes da Ucrânia e da Academia Ucraniana de Arquitectura. 11 palestrantes são vencedores do Prémio Nacional da Ucrânia. O Prémio Taras Shevchenko da Ucrânia em Arquitectura conta com 39 doutores e professores. 71 são Artistas do Povo da Ucrânia e 2 Arquitectos do Povo da Ucrânia. Andrij Tschebykin, nascido em 1946, é reitor da Academia desde 1989 e também presidente da Academia Nacional de Artes da Ucrânia desde 1997.